# Canicosa de la Sierra
Canicosa de la Sierra é um município da Espanha na província de Burgos, comunidade autónoma de Castela e Leão, de área 29,49 km² com população de 575 habitantes (2004) e densidade populacional de 19,50 hab/km².

## Demografia
| Variação demográfica do município entre 1991 e 2004 | Variação demográfica do município entre 1991 e 2004 | Variação demográfica do município entre 1991 e 2004 | Variação demográfica do município entre 1991 e 2004 |
| --------------------------------------------------- | --------------------------------------------------- | --------------------------------------------------- | --------------------------------------------------- |
| 1991                                                | 1996                                                | 2001                                                | 2004                                                |
| 693                                                 | 669                                                 | 588                                                 | 575                                                 |